# 斯坦尼斯拉夫奇克 (佐洛奇夫區)

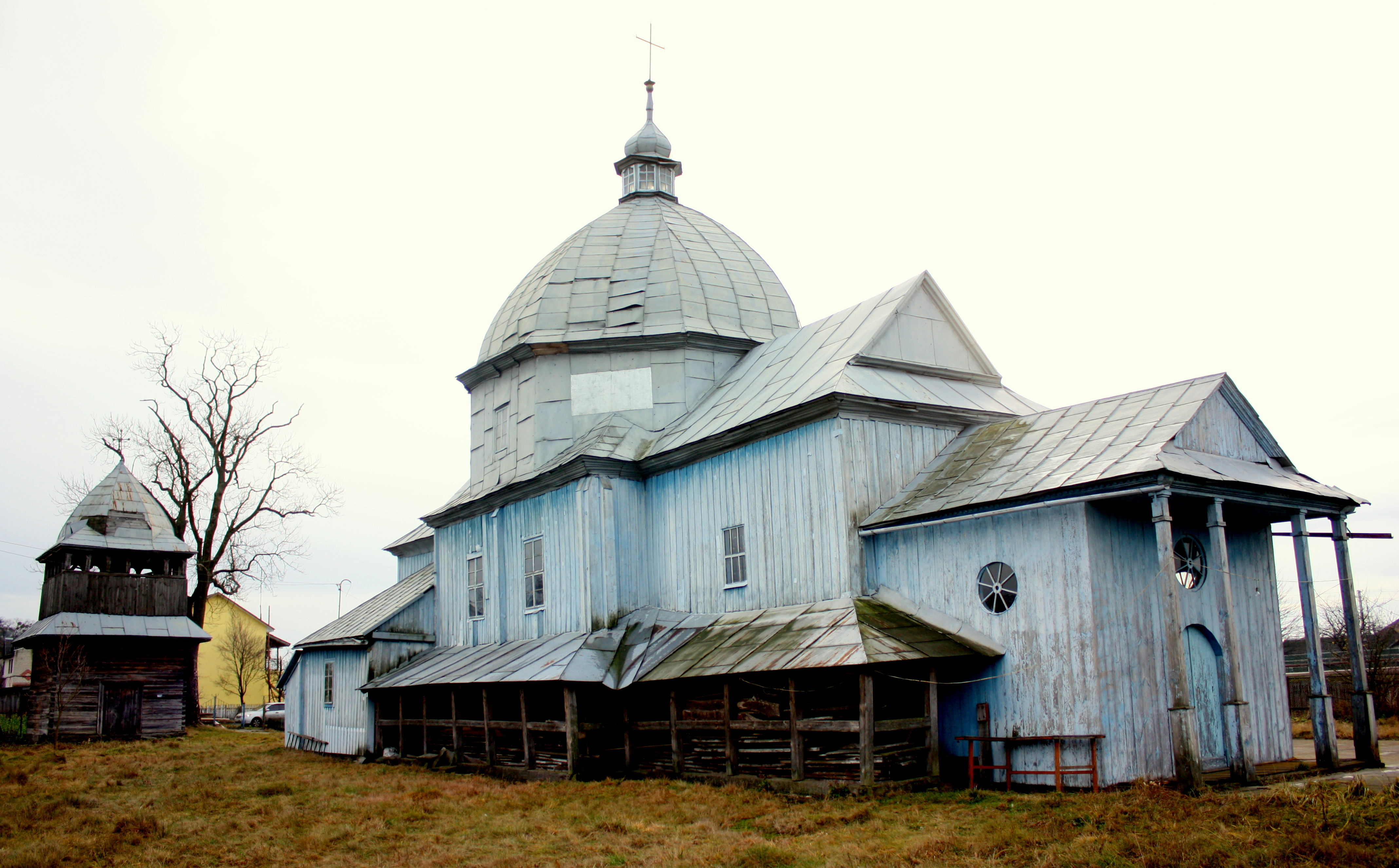
教堂

斯坦尼斯拉夫奇克是烏克蘭西部利沃夫州佐洛奇夫區布罗德市镇内的村落。處於斯特里河畔，始建於600年，面積1.67平方公里，海拔高度201米，2018年人口436。